# Vincetoxicum japonicum
Vincetoxicum japonicum är en oleanderväxtart som beskrevs av C. Morr. och Decne.. Vincetoxicum japonicum ingår i släktet tulkörter, och familjen oleanderväxter. Inga underarter finns listade i Catalogue of Life.